# John Meade Falkner
John Meade Falkner (Manningford Bruce, Wiltshire, 8 de mayo de 1858 - Durham, 22 de julio de 1932) fue un escritor inglés, famoso especialmente por su novela de aventura Los contrabandistas de Moonfleet. Además fue un hombre de éxito en los negocios, llegando a ser ejecutivo de una empresa armamentística durante la Primera Guerra Mundial.

## Biografía
Nació en Manningford Bruce, Wiltshire, aunque pasó su infancia en Dorchester y Weymouth. Asistió al Colegio de Marlborough y el Hertford College, Oxford, donde se licenció en historia en 1882. Después de graduarse, fue maestro en Derby School antes de ir a Newcastle como tutor de la familia de Sir Andrew Noble, que dirigía la Armstrong Whitworth Co., una de las mayores empresas armamentísticas del mundo. Falkner le siguió como ejecutivo en 1915, cargo que difícilmente podía compaginar con sus intereses en poesía, arquitectura y heráldica. En sus negocios Falkner recorrió el mundo, consiguiendo acumular una importante colección de tesoros arqueológicos de distintos tipos.
Después de retirarse de los negocios en 1921, llegó a ser lector honorario en Paleografía de la Universidad de Durham; también fue bibliotecario honorario de la Catedral de Durham. Aunque pasó sus últimos años en frecuentes viajes, Falkner fijó su residencia en Durham residiendo en la Divinity House (actualmente Escuela de Música de la Universidad) en el palacio Verde delante de la catedral desde 1902 hasta su muerte. Una placa conmemorativa y una estatua en la parte sur de la catedral recuerdan su estancia.
Además de sus tres novelas y su poesía, también escribió tres guías topográficas (Oxfordshire, Bath y Berkshire) y una Historia de Oxfordshire.